# Ressonància de Fano

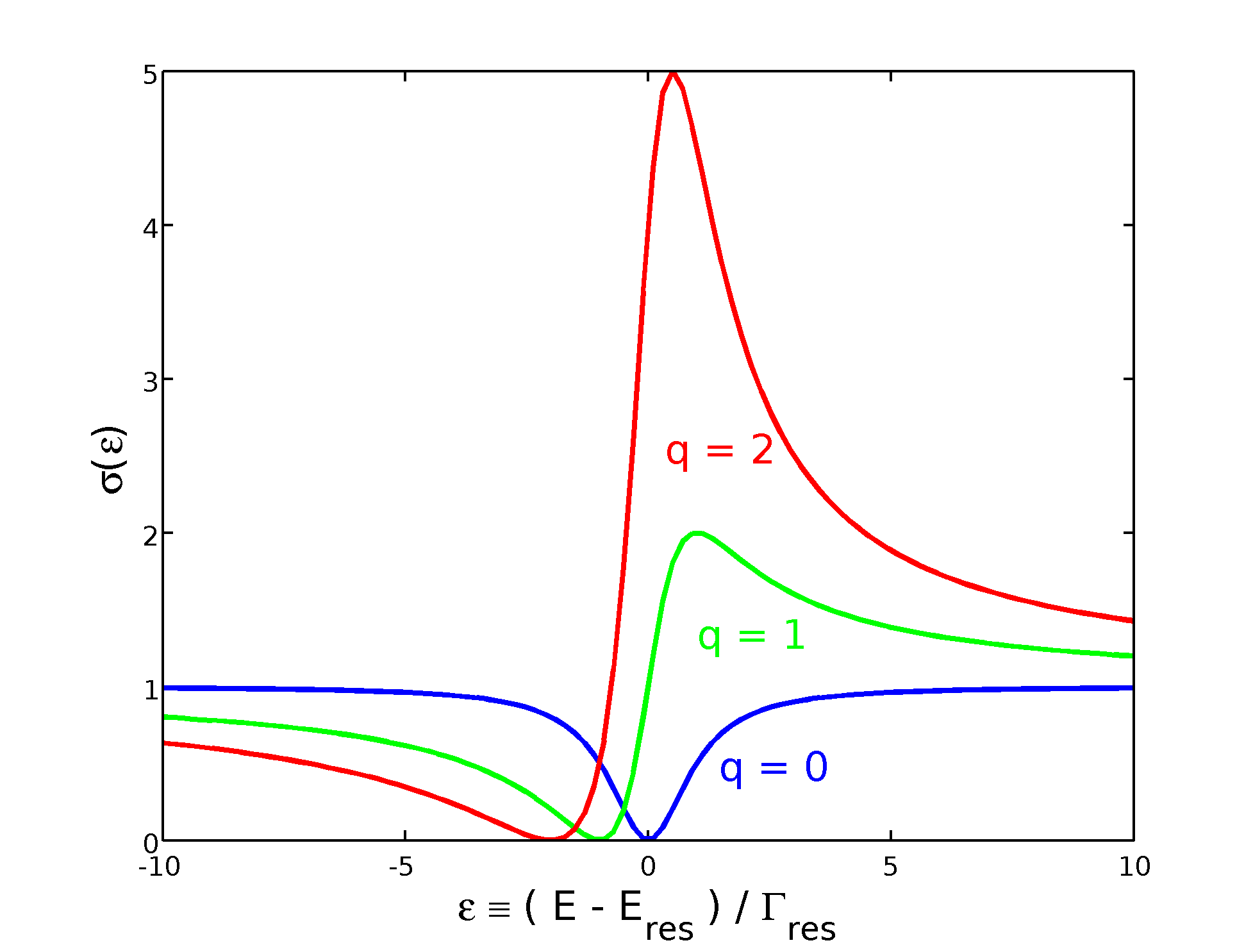
Gràfic de la secció transversal de dispersió en funció de l'energia normalitzada per a diversos valors del paràmetre q que il·lustra la forma asimètrica de la línia de Fano.

En física, una ressonància de Fano és un tipus de fenomen de dispersió ressonant que dóna lloc a una forma de línia asimètrica. La interferència entre un fons i un procés de dispersió ressonant produeix la forma de línia asimètrica. Porta el nom del físic italo-americà Ugo Fano, que el 1961 va donar una explicació teòrica de la forma de línia de dispersió de la dispersió inelàstica d'electrons de l'heli; però, Ettore Majorana va ser el primer a descobrir aquest fenomen. La ressonància de Fano és un efecte d'acoblament feble, el que significa que la taxa de decadència és tan alta que no es produeix cap hibridació. L'acoblament modifica les propietats de ressonància, com ara la posició espectral i l'amplada, i la seva forma de línia adopta el distintiu perfil de Fano asimètric. Com que es tracta d'un fenomen ondulatori general, es poden trobar exemples en moltes àrees de la física i l'enginyeria.

## Història
L'explicació de la forma de línia de Fano va aparèixer per primera vegada en el context de la dispersió d'electrons inelàstica per heli i autoionització. L'electró incident excita doblement l'àtom cap al {\displaystyle 2s2p} estat, una mena de ressonància de forma. L'àtom doblement excitat decau espontàniament expulsant un dels electrons excitats. Fano va demostrar que la interferència entre l'amplitud per dispersar simplement l'electró incident i l'amplitud per dispersar mitjançant autoionització crea una forma de línia de dispersió asimètrica al voltant de l'energia d'autoionització amb una amplada de línia molt propera a la inversa de la vida útil de l'autoionització.

## Explicació
La forma de línia de ressonància de Fano es deu a la interferència entre dues amplituds de dispersió, una a causa de la dispersió dins d'un continu d'estats (el procés de fons) i la segona a causa d'una excitació d'un estat discret (el procés de ressonància). L'energia de l'estat ressonant ha de situar-se en el rang d'energia dels estats continus (de fons) perquè es produeixi l'efecte. A prop de l'energia ressonant, l'amplitud de dispersió de fons sol variar lentament amb l'energia, mentre que l'amplitud de dispersió ressonant canvia ràpidament tant en magnitud com en fase. És aquesta variació la que crea el perfil asimètric.
Per a energies allunyades de l'energia ressonant {\displaystyle E_{\mathrm {res} }} predomina el procés de dispersió de fons. Dins {\displaystyle 2\Gamma _{\mathrm {res} }} de l'energia ressonant, la fase de l'amplitud de dispersió ressonant canvia de {\displaystyle \pi }. És aquesta variació ràpida de fase la que crea la forma de línia asimètrica.
Fano va demostrar que la secció transversal de dispersió total {\displaystyle \sigma } assumeix la forma següent,
{\displaystyle \sigma \approx {\frac {\left(q\Gamma _{\mathrm {res} }/2+E-E_{\mathrm {res} }\right)^{2}}{\left(\Gamma _{\mathrm {res} }/2\right)^{2}+\left(E-E_{\mathrm {res} }\right)^{2}}}}
on {\displaystyle \Gamma _{\mathrm {res} }} descriu l'amplada de línia de l'energia ressonant i q, el paràmetre de Fano, mesura la relació entre la dispersió ressonant i l'amplitud de la dispersió directa (de fons). Això és coherent amb la interpretació de la teoria de la partició Feshbach-Fano. En el cas que l'amplitud de dispersió directa s'esvaeix, el paràmetre q passa a zero i la fórmula de Fano es converteix en :
{\displaystyle \sigma (q=0)\approx {\frac {\left(E-E_{\mathrm {res} }\right)^{2}}{\left(\Gamma _{\mathrm {res} }/2\right)^{2}+\left(E-E_{\mathrm {res} }\right)^{2}}}}
Mirant la transmissió mostra que aquesta darrera expressió es redueix a l'esperada fórmula de Breit-Wigner (lorentziana), com {\displaystyle 1-\sigma (q=0)\approx {\frac {\left(\Gamma _{\mathrm {res} }/2\right)^{2}}{\left(\Gamma _{\mathrm {res} }/2\right)^{2}+\left(E-E_{\mathrm {res} }\right)^{2}}}=f(E;E_{\mathrm {res} },\Gamma _{\mathrm {res} }/2,1)}, els tres paràmetres de la funció Lorentziana (tingueu en compte que no és una funció de densitat i no s'integra a 1, ja que la seva amplitud {\displaystyle I} és 1 i no {\displaystyle 2/\pi \Gamma _{\mathrm {res} }} ).

## Exemples
Es poden trobar exemples de ressonàncies de Fano en física atòmica, física nuclear, física de la matèria condensada, circuits elèctrics, enginyeria de microones, òptica no lineal, nanofotònica, metamaterials magnètics, i ones mecàniques.
Fano es pot observar amb espectroscòpia fotoelectrònica i espectroscòpia Raman. El fenomen també es pot observar a freqüències visibles mitjançant microesferes de vidre simples, que poden permetre millorar el camp magnètic de la llum (que normalment és petit) en uns quants ordres de magnitud.